# Lesbia
Lesbia var den romerske digter Gaius Valerius Catullus elskerinde. Hun hed Clodia, men i Catuls digte blev hun kaldt Lesbia.
Hun var gift med rigmanden Metellus Celer.
Catul beskriver hendes store trang til nydelse og heftige temperament.
Tilnavnet Lesbia fik hun, da hun stammede fra øen Lesbos: "Fra Lebos".